# دو بونگ سون قدرتمند
دو بونگ سون قدرتمند (کره‌ای: 힘쎈여자 도봉순) یک مجموعه تلویزیونی کره جنوبی سال ۲۰۱۷ با بازی پارک بو یونگ به عنوان نقش اصلی زن با توانایی فراانسانی در کنار پارک هیونگ شیک و جی سو است. این مجموعه از ۲۴ فوریه تا ۱۵ آوریل ۲۰۱۷، روزهای جمعه و شنبه ساعت ۲۳:۰۰ (کی‌اس‌تی) از جی‌تی‌بی‌سی برای ۱۶ قسمت پخش شد.
این مجموعه یک موفقیت تجاری بود و تبدیل به یکی از پربیننده‌ترین درام‌های کره‌ای در تاریخ تلویزیون کابلی شد. این مجموعه همچنین برای استریم در نتفلیکس و دیزنی پلاس در کشورهای منتخب قابل دسترسی است.

## بازیگران

### اصلی
- پارک بو یونگ در نقش دو بونگ سون[۱۰]
  - شین بی در نقش جوانی دو بونگ سون
- پارک هیونگ شیک در نقش آن مین هیوک[۱۱][۱۲]
  - چوی سونگ هون در نقش جوانی آن مین هیوک
- جی سو در نقش این گوک دو[۱۳]
  - چوی مین یونگ در نقش جوانی این گوک دو

## تولید
این مجموعه به نویسندگی بک می-کیونگ است که قبلاً اون-دونگ عزیز را نوشته‌است و به کارگردانی لی هیونگ-مین است که پیش از این خانم بداخلاق و نام جونگ-گی را کارگردانی کرده بود. فیلم‌برداری در اکتبر ۲۰۱۶ آغاز شد و در ۱۱ آوریل ۲۰۱۷ به پایان رسید.
این مجموعه همکاری دوباره پارک هیونگ-شیک و یو جه-میونگ که پیش از این در درام شبکهٔ کی‌بی‌اس۲ به نام هوارانگ: جوانان جنگجوی شاعر همبازی بوده‌اند.